# Ferdinand Albert I, Duce de Brunswick-Lüneburg
Ferdinand Albert (germană Ferdinand Albrecht; 22 mai 1636 – 25 aprilie 1687), a fost Duce de Brunswick-Lüneburg și prinț de Brunswick-Wolfenbüttel-Bevern din 1667 până la moartea sa.

## Biografie
Ferdinand Albert a fost al treilea fiu al lui August al II-lea de Brunswick-Wolfenbüttel. După decesul tatălui său în 1666, cei trei fii au început lupta pentru moștenire; Ferdinand Albert a primit un palat  la Bevern, drepturi feudale și o sumă de bani în schimbul cedării pretențiilor sale asupra guvernării Wolfenbüttel, care urma să fie condusă în comun de către frații săi mai mari.

## Familie
Ferdinand Albert s-a căsătorit cu Christine (30 octombrie 1648 - 18 martie 1702), fiica lui Frederic, Landgraf de Hesse-Eschwege, în 1667. Ei au avut următorii copii care au atins vârsta adultă:
- Sofia Eleanora (1674–1711), a murit fără copii
- Augustus Ferdinand (1677–1704), a murit fără copii
- Ferdinand Albert  (1680–1735)
- Ferdinand Christian (1682–1706), a murit fără copii
- Ernest Ferdinand (1682–1746)
- Henry Ferdinand (1684–1706), a murit fără copii

1. 1 2 3 4 5  The Peerage